# Puelia
Puelia is een geslacht uit de grassenfamilie (Poaceae). De soorten van dit geslacht komen voor in tropisch Afrika.

## Soorten
Van het geslacht zijn de volgende soorten bekend: 
- Puelia acuminata
- Puelia ciliata
- Puelia coriacea
- Puelia dewevrei
- Puelia guluensis
- Puelia occidentalis
- Puelia olyriformis
- Puelia schumanniana
- Puelia subsessilis